# 국민혁명

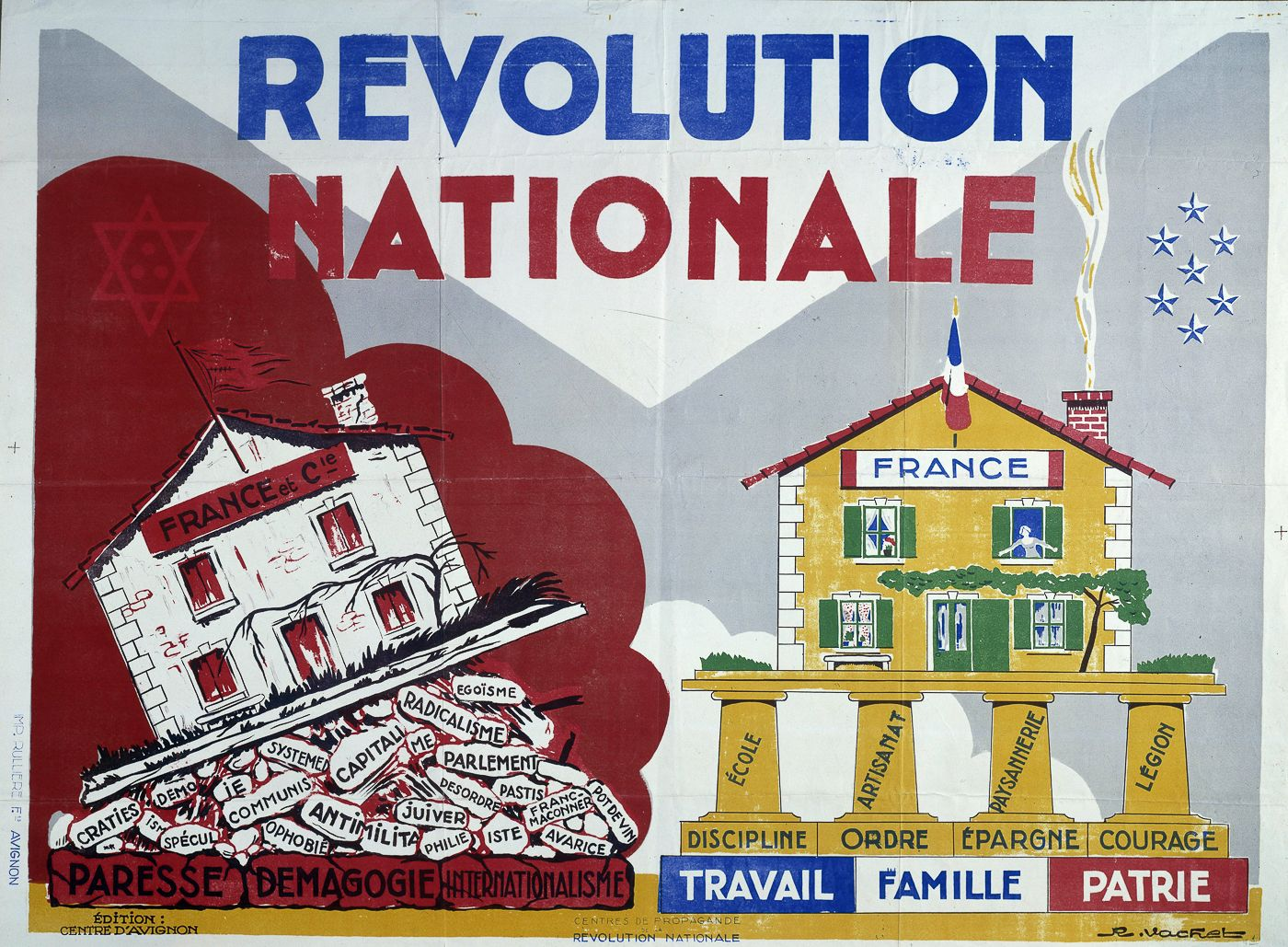

국민혁명(프랑스어: Révolution nationale 레볼루숑 나쇼날[ʁevɔlysjɔ̃ nasjɔnal][*])은 1940년 필리프 페탱 원수의 영도로 수립된 비시 프랑스 정권의 공식적 이념이다. 페탱 정권은 나치 정권과 달리 반유대주의를 국가적으로 내세우지 않았다. 대신 전통적 가치를 강조하면서 근대성을 거부하는 경향을 띄었다. 이름은 혁명이지만 국민혁명은 사실 반동적 기획으로서, 프랑스를 프랑스 혁명 이전의 상태로 되돌리는 것을 목적으로 삼았다. 이런 맥락에서 비시 프랑스의 공식 국명은 "프랑스 공화국"이 아니라 "프랑스국"이었다.
페탱 정권은 수립되자마자 공산주의자, 좌익인사, 동성애자, 유대인, 이민자에 대한 가혹한 탄압을 시작했다. 이것은 19세기의 반혁명주의자 샤를 모라스의 모라스주의에서 지목한 4가지 "반프랑스 분자", "내부의 외국인" 개념(유대인, 외국인, 프리메이슨, 개신교)을 그대로 계승한 것이었다.

## 같이 보기
- 비시 프랑스
- 제2차 세계 대전